# دانيال ميلز
دانيال ميلز (بالإنجليزية: Daniel Mills)‏ هو أحيائي أمريكي، ولد في 1966.